# Allenstown
Allenstown è un comune degli Stati Uniti d'America facente parte della contea di Merrimack nello stato del New Hampshire.